# Pachypappa vesicalis
Pachypappa vesicalis är en insektsart som beskrevs av Koch 1856. Enligt Catalogue of Life ingår Pachypappa vesicalis i släktet Pachypappa och familjen långrörsbladlöss, men enligt Dyntaxa är tillhörigheten istället släktet Pachypappa och familjen pungbladlöss. Arten är reproducerande i Sverige. Inga underarter finns listade i Catalogue of Life.